# Doina Rotaru
Doina Rotaru (n. 14 septembrie 1951, București, România) este o profesoară de compoziție în cadrul Universității Naționale de Muzică București. În 1975 a absolvit secția de compoziție a aceleiași instituții, la clasa maestrului Tiberiu Olah. 
Autoare a peste 25 de lucrări simfonice – dintre care 3 simfonii și 11 concerte – și a peste 70 de lucrări camerale, instrumentale și corale, Doina Rotaru a fost distinsă cu numeroase premii: 
- Premiul Academiei Române (1986);
- Premiile Uniunii Compozitorilor și Muzicologilor din România (1981, 1990, 1992, 1994, 1997, 2001, 2004, 2007)
- Premiul I la Concursul Internațional „Gedok-Mannheim” (1994).

Câteva dintre lucrările sale sunt comenzi ale Societății Române de Radio, Radio France, Radio Graz, Ministerul Culturii din Franța, Suntory Hall din Tokyo, festivaluri și ansambluri din Franța, Germania, Anglia, Austria, Olanda, Suedia, Japonia. 
A fost invitată să susțină conferințe despre muzica sa în Anglia, Franța Islanda, Olanda și în Japonia. Lucrările ei sunt interpretate în Europa, Australia, Canada, China, Japonia, Hong-Kong, Taiwan și America de Sud. De asemenea, se regăsesc pe 11 CD-uri, produse de Maguelone și Nova Musica din Franța, MPS din Anglia, Sonoton din Germania, Editura Muzicală, Electrecord și Editura Societății Române de Radio. 

## Opera
Creația camerală:
- "Sonatina" pentru pian (1981)
- 3 Cvartete de coarde (1981,1982,1993)
- “Cello-Sonata” (1978)
- "The crossroad of the poppies"
- "Legend" pentru flaut (1982)
- "Balance of light" pentru clarinet, vioară, violă, violoncel, pian(1982)
- "Jeu de miroirs" (1984)
- "Quatrotempi" pentru violoncel și percuție(1985)
- "Aux portes du reve “pentru flaut și percuție (1985)
- "Clocks" pentru ansamblu cameral  - 2 versiuni: pentru clarinet, pian, percuție sau pentru oboi, clarinet, fagot, vioară, violoncel, pian și percuție (1987)
- "Metamorphosis" pentru clarinet bas (1987)
- "Masks" pentru clarinet și violoncel(1989)
- "Spiralis I" pentru harpă (1989)
- "Dor" pentru flaut alto (1989)
- "Troite" – trio pentru clarinet/saxofon sopran, pian/sintetizator, percuție (1990)
- "Runa" – pentru flaut, oboi/corn englez, chitară, violoncel, clavecin (1991)
- "Spiralis III" – pentru flaut alto și chitară (1992)
- "Joker" – trio pentru clarinet, pian și percuție (1992)
- "Over time" pentru shakuhachi (în re) și flaut bas (1992)
- "Noesis" – pentru 4 percuționiști (1995)
- "Reina"  - pentru saxofon sopran și bandă (1996)
- "Fum"/"Smoke" pentru clarinet solo (1996)
- "Legend II" – pentru oboi solo (1996)
- "Alean" – pentru 4 saxofoane (1997)
- "Tempio di fumo" – pentru flaut (1997)
- "Uroboros" – pentru două flaute (1998)
- "Metabole" – pentru 7 clarinete (1999)
- "Trias" – pentru mezzosoprană, flaut și pian (1999)
- “L’Eternel REtour” – pentru 8 violoncele (2000)
- “Dragon Fly” – pentru flaut piccolo (2000)
- “Crystals” – pentru flaut și pian (2002)
- “Umbre II” – pentru vioară, violoncel și pian (2002)
- “Dincolo…” – pentru oboi și percuție (2002)
- "Antara” – pentru flaut și trio de coarde (2003)
- “Umbre III" – pentru violoncel și bandă (2003)
- “En revant…au saxophone” (2003)
- “Entrelacs” – pentru 5 instrumente tradiționale japoneze (2004)
- “De clocher a clocher” – pentru voce și percuție (2004)
- “Dvandva” – pentru pian și percuție (2005)
- “Matanga” – pentru contrabass, saxofon și percuție (2005)
- “Tristia” – pentru 4 flaute (2005)
- “Samaya” – pentru pian (2005)
- “Prāna – Apāna” (2006)
- "Japanese garden” pentru flaut și bandă (2006)
- “Portals” pentru flaut, clarinet și percuție (2007)
- “Ielele” (2007)
- "Mithya" – pentru flaut (2007)
- “Geyzer” – pentru percuție și bandă (2008)
- „Obsessivo” – pentru saxofon, viola , sunete pre-înregistrate și live electronic (2008)
- „MESTO” – pentru flaut alto si vioara (2008)

Creația orchestrală:
- Concertul pentru clarinet și orchestră (1984)
- Simfonia I (1985)
- Concertul 1 pentru  flaut,13 instrumente de coarde și percuție (1986)
- Simfonia a II-a (1988)
- “Spiralis II” – concertul 2 pentru flaut și orchestră (1991)
- “Lights from a rainbow” – pentru orchestră de cameră (1993)
- Concertul pentru saxofon și orchestră (1993)
- “Magic Circles” – concertul 3 pentru flaut și orchestră (1993)
- “Clocks 2” – pentru orchestră de cameră (1994)
- “Chimeras” – pentru orchestră de cameră (1994)
- “Florilegium” –concertul 3 pentru flaut și orchestră de flaute (1996)
- “Polychromies” – pentru orchestră (1996)
- “Shadows” – pentru violă, 14 instrumente de coarde și percuție (1999)
- “Wings of Light” – pentru 24 de flautiști (2000)
- Concertul pentru percuție (2000)
- “Spirit of Elements” – Simfonia III (2001)
- “Metabole II” – pentru clarinet și orchestră de cameră (2001)
- “5 Vitralii” – pentru 24 de flaute și bandă (2003)
- “Umbre IV” – Concertul II pentru violoncel (2004)
- “Masques et mirroirs” – Concertul 2 pentru saxofon și orchestră (2006)